# 112-та ракетна бригада (РФ)
112-та гвардійська ракетна Новоросійська ордена Леніна, двічі Червонопрапорна, орденів Суворова, Кутузова, Богдана Хмельницького і Олександра Невського бригада (112 РБр, в/ч 03333) — ракетне з'єднання Сухопутних військ Збройних сил Російської Федерації. Бригада дислокується у місті Шуя Івановської області.
З'єднання перебуває у складі 1-ї гвардійської танкової армії Західного військового округу.

## Історія
У 1992 році 112-та гвардійська ракетна бригада Радянської армії перейшла під юрисдикцію Збройних сил Російської Федерації. Вона за рік до того передислокувалася до міста Шуя Івановської області зі Східної Німеччини, де вона була у складі 2-ї гвардійської танкової армії ГРВН. 
З 8 липня 2014 року її озброєнні складається 12 ПУ РК 9К720 «Іскандер-М».

### Російське вторгнення 2022 року в Україну
Під час російського вторгнення на Україну на початку 2025 року ГУР повідомило, що в Росії внаслідок вибуху тяжко поранений командир батареї дивізіону 112 ракетної бригади капітан Костянтин Нагайко, який, за повідомленням ГУР, причетний до ракетних ударів по Сумській і Харківській областях України та підрозділ якого завдав удару по селі Гроза, унаслідок чого загинули 59 місцевих жителів. На початку лютого 2025 року, за даними ГУР, Нагайко помер.
13 квітня 2025 року, за даними ГУР МОУ, бригада разом з 488-ю ракетною, завдала удару по Сумах, внаслідок чого загинуло 36 осіб, 125 постраждали.

## Озброєння
З'єднання озброєне оперативно-тактичними ракетними комплексами «Іскандер».

## Нагороди
112-та гвардійська ракетна бригада — єдине чинне російське семиорденоносне з'єднання.